# Kaiser-Wilhelm-Brücke (Rumbeck)
Die (alte) Kaiser-Wilhelm-Brücke bei Rumbeck (Stadt Arnsberg) über die Ruhr und die Gleise der Oberen Ruhrtalbahn wurde 1908/09 für den Straßenverkehr erbaut. In den 1980er Jahren wurde für den Autoverkehr eine neue Brücke gebaut. Die alte Brücke ist Baudenkmal und wird von Fußgängern und Radfahrern genutzt.

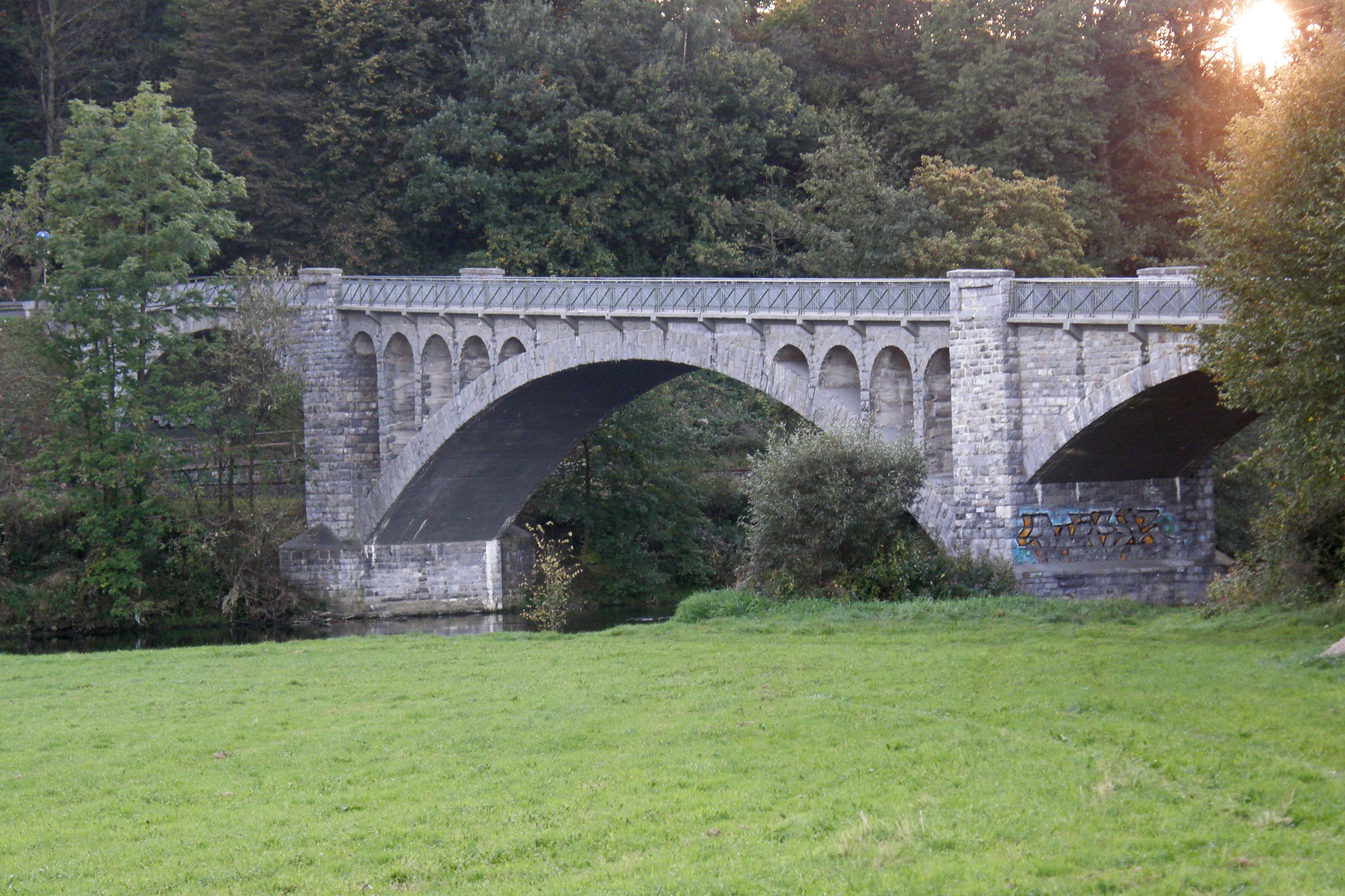
Kaiser-Wilhelm-Brücke bei Rumbeck

## Geschichte und Baubeschreibung
Die Brücke befindet sich in der Nähe einer alten Furt an der alten Wegeverbindung der Ansiedlungen Dinschede und Glösingen (heute Oeventrop) zum Kloster Rumbeck (Totenweg). Eine erste Brücke aus Holz entstand im Zusammenhang mit dem Bau einer Kunststraße von Arnsberg über Oeventrop in Richtung Marsberg zu Beginn des 19. Jahrhunderts. Die alte Brücke war für schwere Transporte nicht geeignet. Ein Neubau erfolgte daher ab 1908. Er wurde im Mai 1909 eröffnet. Benannt wurde dieser nach Kaiser Wilhelm I.
Die dreifeldrige Bogenbrücke ist 94 Meter lang. Der Bau besteht im Kern aus Stampfbeton und ist mit Grauwacke verkleidet. Auf dem mittleren Bogenteil wurden Rundbögen aufgesetzt. Die Brückenpfeiler haben Wellenbrecher. Bemerkenswert ist das erhaltene Eisengitter an den Seiten der Brücke. Aus Sicherheitsgründen wurde in den 1990er Jahren ein höheres Gitter vor dem alten angebracht.
Im Rahmen der Kämpfe im Ruhrkessel sprengten deutsche Soldaten auf dem Rückzug den mittleren Brückenbogen unter Verwendung des Sprengstoffes einer Fliegerbombe. Erst 1950 war die Brücke vollständig repariert. Der Maler Hermann Springborn hielt die Wiederherstellung in einem Gemälde fest. Auf Dauer war die Brücke für den wachsenden Verkehr nicht mehr ausreichend. Für den Autoverkehr wurde in unmittelbarer Nähe eine Spannbetonbrücke gebaut. Die alte Brücke wurde in den frühen 2000er Jahre saniert.
Die alte Brücke wurden 1990 als technisches Baudenkmal in die Denkmalliste der Stadt Arnsberg aufgenommen. Schon seit den 1980er Jahren stand sie in der Denkmalliste des damaligen Westfälischen Amtes für Denkmalpflege. Im April 2006 war die Brücke Denkmal des Monats der Arbeitsgemeinschaft Historische Stadt- und Ortskerne Nordrhein-Westfalen. 